# スヌーピーミュージアム
- 南町田グランベリーパーク > スヌーピーミュージアム
- ソニー・ミュージックエンタテインメント (日本) > ソニー・クリエイティブプロダクツ > スヌーピーミュージアム

スヌーピーミュージアム（英語: Snoopy Museum Tokyo）は、東京都町田市にある、漫画『ピーナッツ』および同作のキャラクター「スヌーピー」を主題とした美術館。
アメリカ・ カリフォルニア州サンタローザにあるチャールズ M. シュルツ美術館の、世界で唯一のサテライト（別館）である。

## 概要
スヌーピーミュージアムは2016年4月23日に、東京・六本木5丁目の麻布保育園跡地に開館した。2年半の期間限定（2018年9月24日まで）であったが、130万人を超す来場者を記録した盛況を踏まえて、町田市の南町田グランベリーパーク内に移転リニューアルが決定し、2019年12月14日にリニューアルオープンした。
旧施設は森ビルの計画する再開発事業「六本木五丁目プロジェクト」の計画地にあり、本プロジェクト着手開始までの暫定施設として建てられた。
移転後の施設は六本木の約2倍の規模を誇り、土地所有者は町田市、建物所有と版権管理はソニー・クリエイティブプロダクツ、施設は株式会社ミュージアム・スタッフが受託運営する（移転開館当初は株式会社コングレが受託運営）。新ミュージアムの隣接地には原作コミック「PEANUTS」にゆかりのあるアメリカ西海岸をテーマにした「PEANUTS Cafe」が出店しており、こちらはミュージアム入場券がなくても利用できる。
なお、六本木の旧施設跡地は2019年1月から「ソニーミュージック六本木ミュージアム(現・六本木ミュージアム)」として利用されている。

## 沿革
- 2016年（平成28年）4月23日 - 東京都港区六本木に期間限定で開館。
- 2018年（平成30年）9月24日 - 2年半の会期を終え閉館。
- 2019年（令和元年）12月14日 - 南町田グランベリーパーク内に移転リニューアルオープン。
- 2024年（令和5年）2月1日 -  展示室「スヌーピー・ワンダールーム」などを新設してリニューアルオープン。 工事に伴い、2024年1月9日から31日まで休館[10]。

## ギャラリー
南町田の現スヌーピーミュージアム

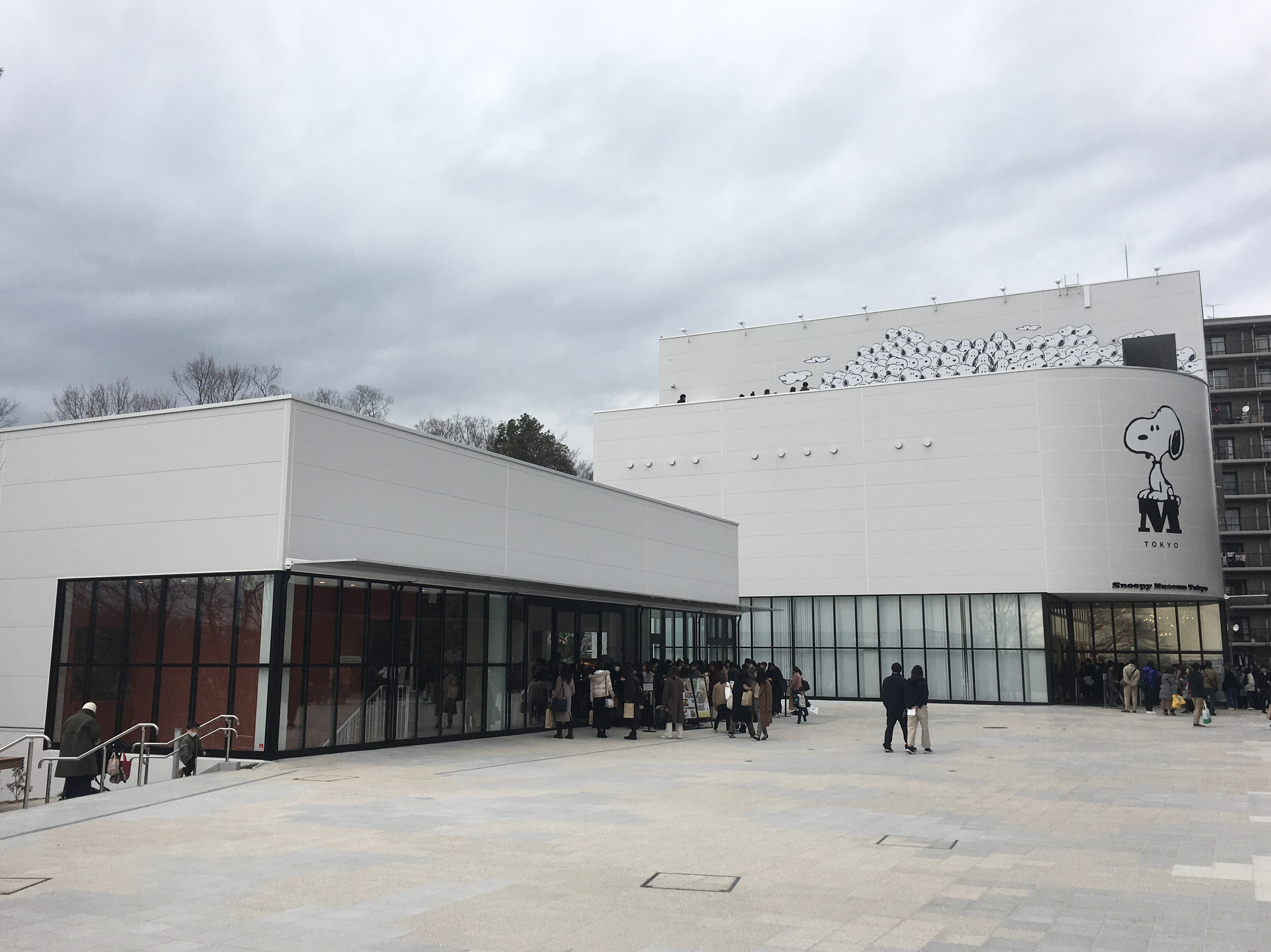
ミュージアムに隣接しているPEANUTS Cafe（左）

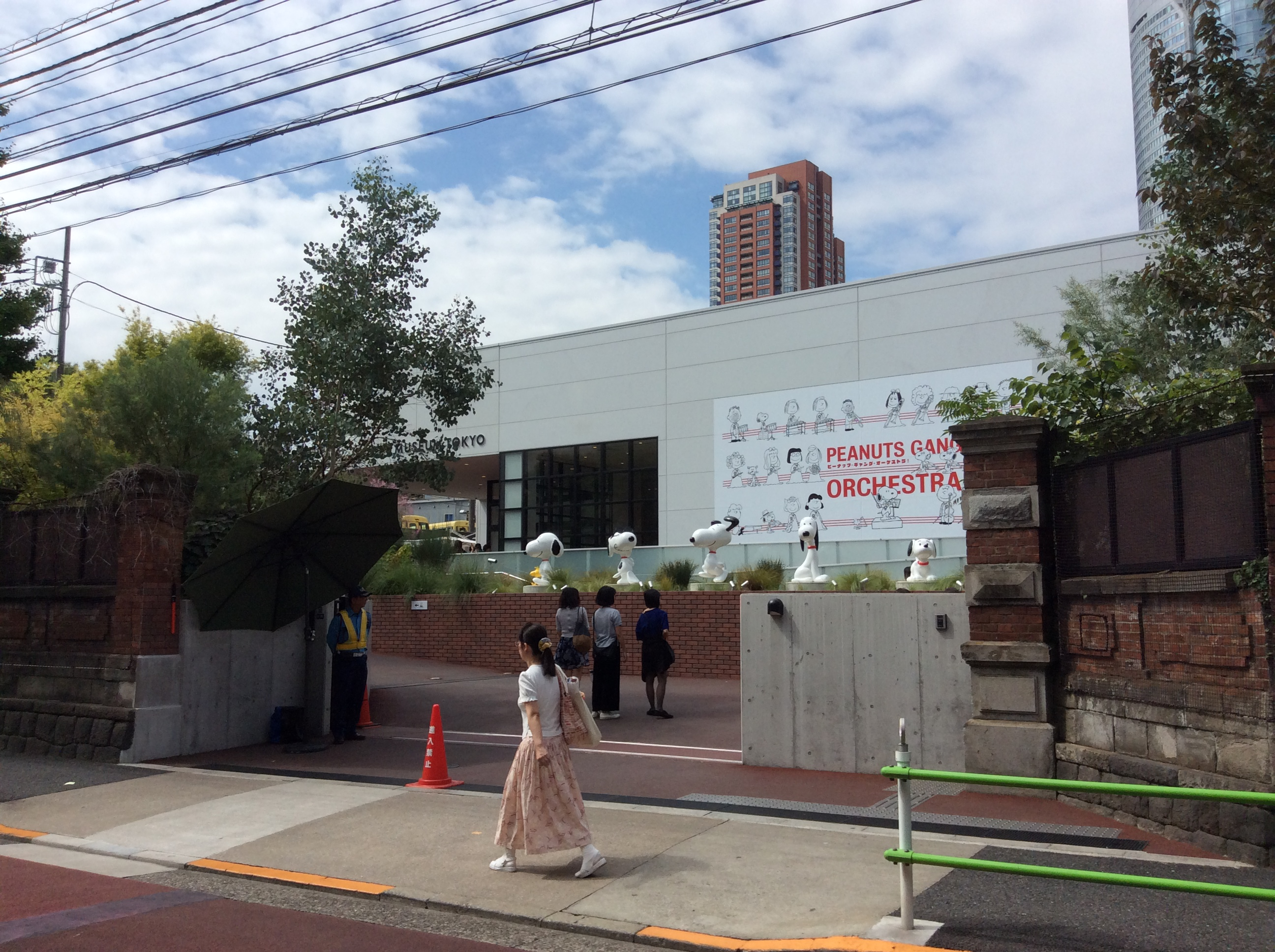
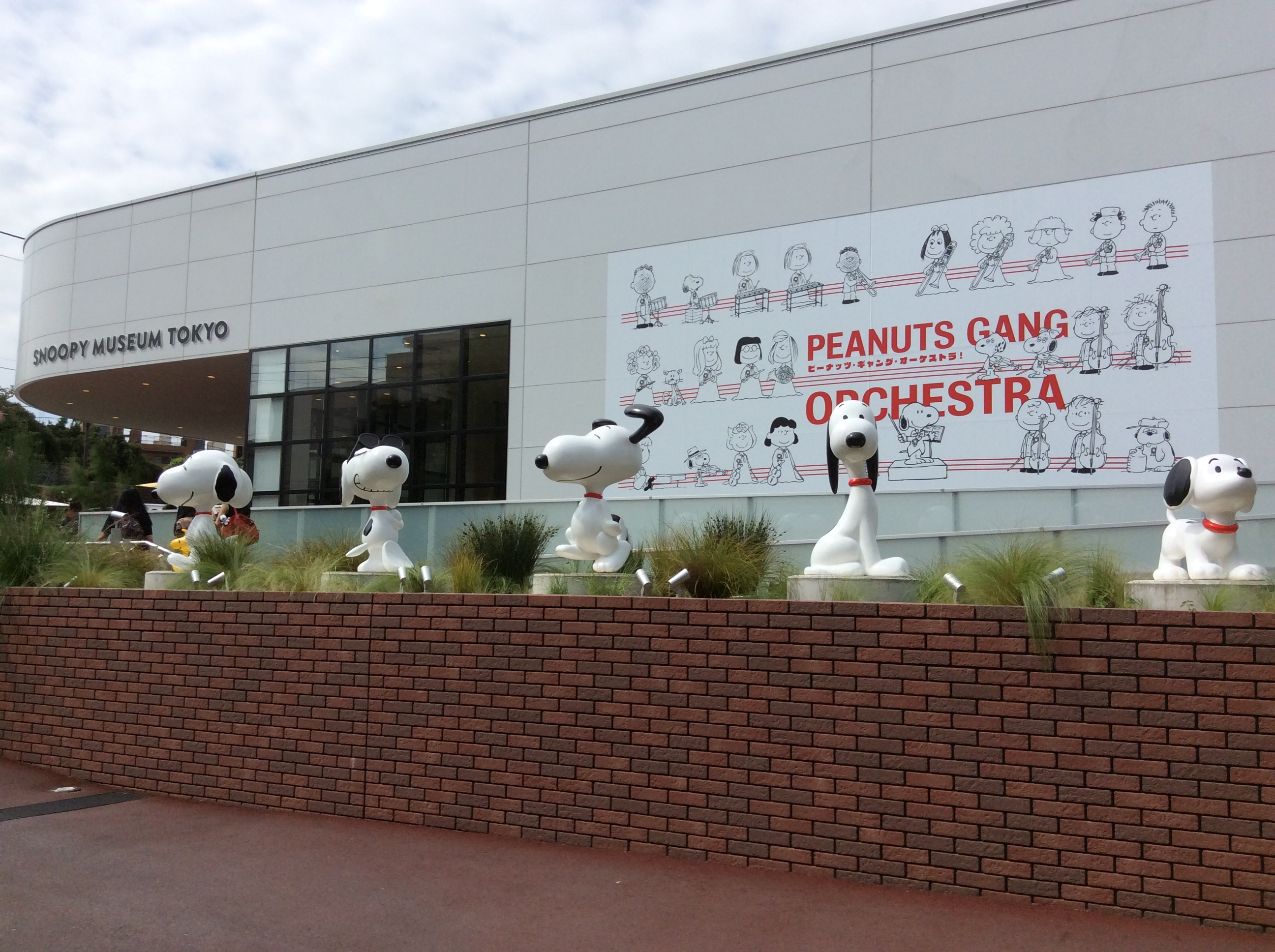
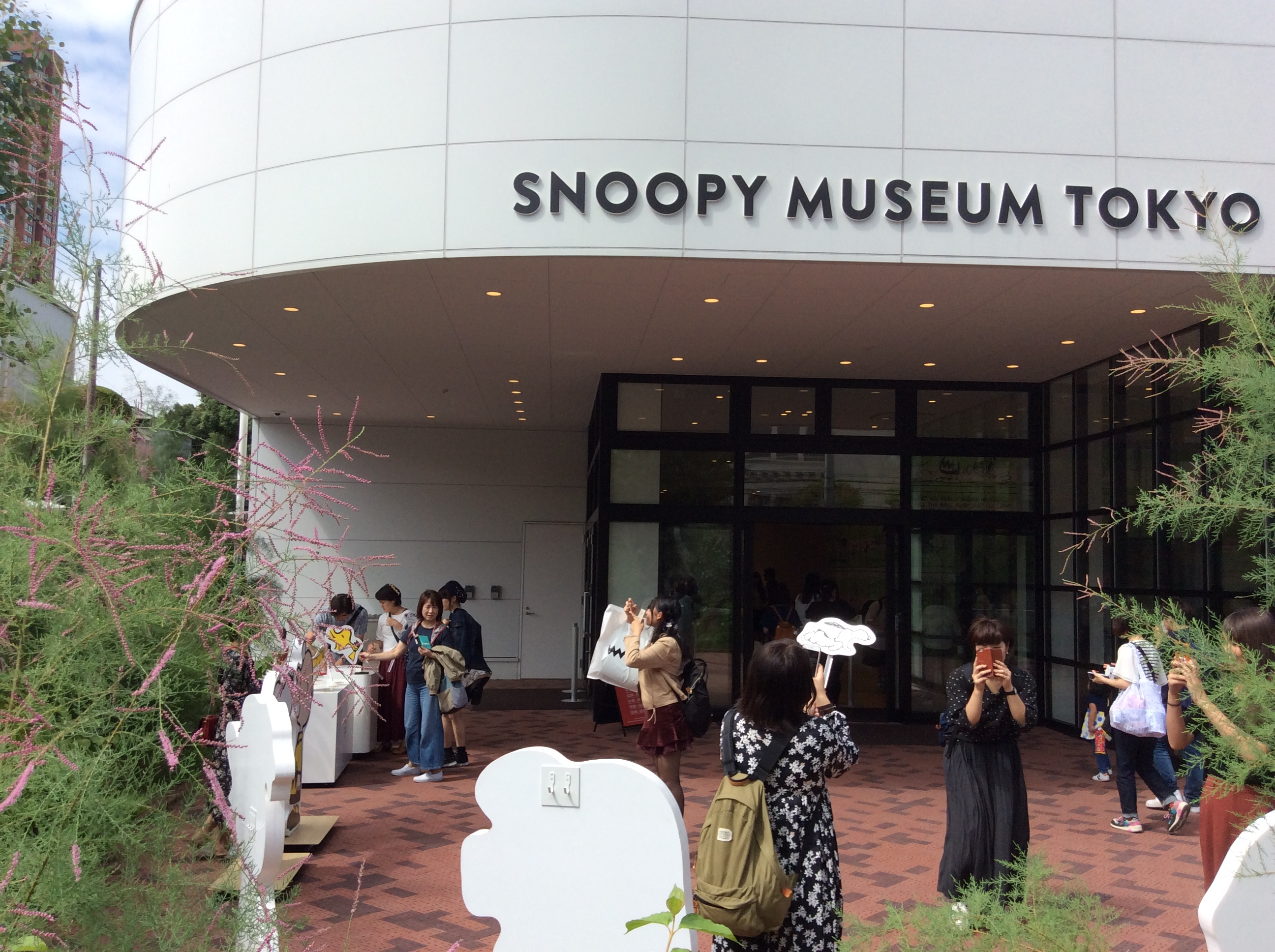
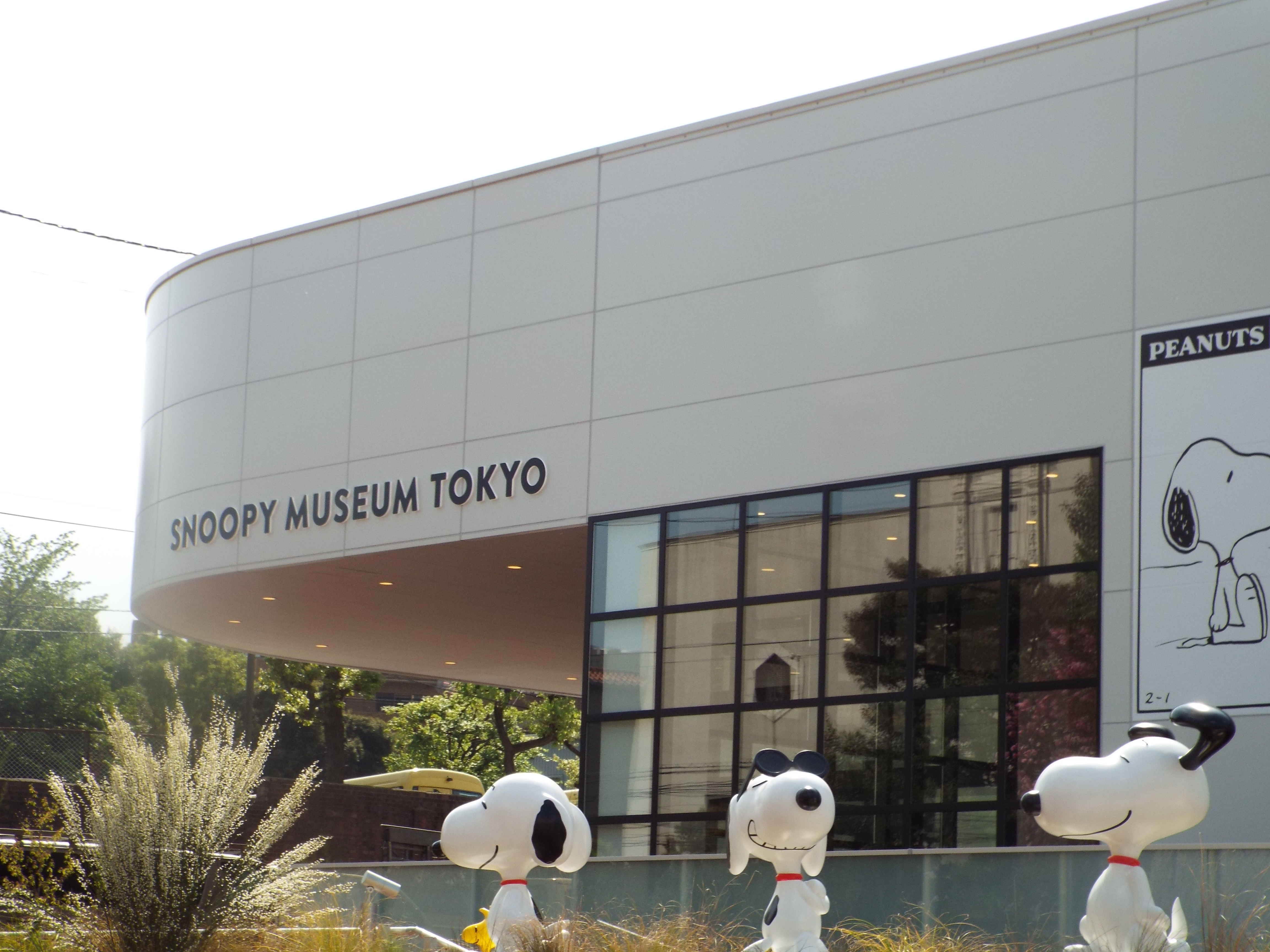

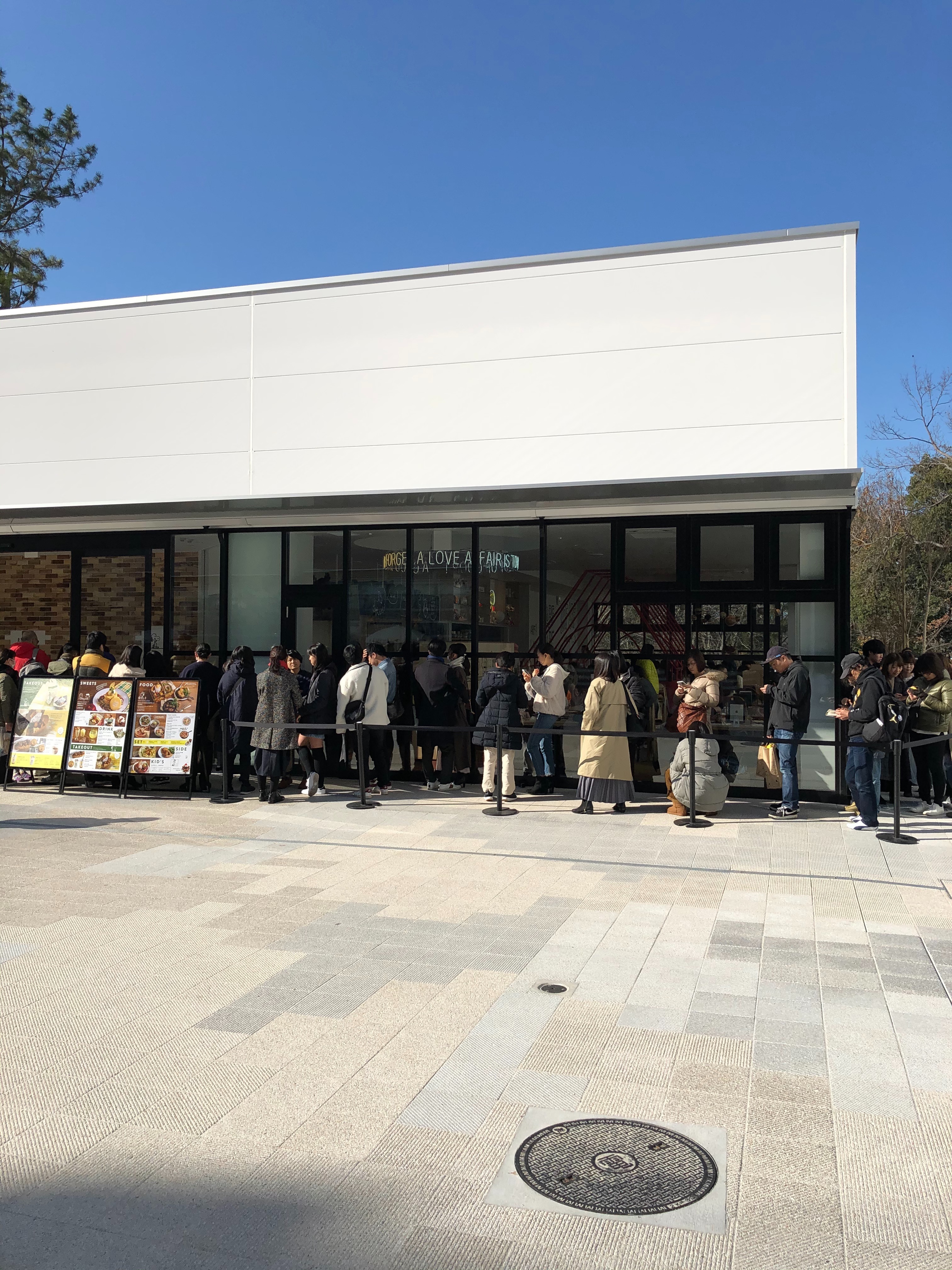
PEANUTS Cafe

六本木の旧スヌーピーミュージアム